# Allika Inkeri Moser
Allika Inkeri Moser (* 27. März 2008) ist eine estnische Leichtathletin, die sich auf den Stabhochsprung spezialisiert hat.

## Sportliche Laufbahn
Erste internationale Erfahrungen sammelte Allika Inkeri Moser im Jahr 2024, als sie bei den U18-Europameisterschaften in Banská Bystrica mit übersprungenen 4,10 m den fünften Platz belegte. Im Jahr darauf siegte sie beim Europäischen Olympischen Jugendfestival in Skopje mit neuem U18-Weltrekord von 4,52 m. Anschließend belegte sie bei den U20-Europameisterschaften in Tampere mit 4,30 m den vierten Platz.
In den Jahren 2024 und 2025 wurde Moser estnische Hallenmeisterin im Stabhochsprung.